# Kevin Jansen
Kevin Jansen est un footballeur néerlandais, né le 8 avril 1992 à Rotterdam. Il évolue au poste de milieu relayeur.

## Palmarès
Vierge

## Statistiques
| Saison    | Club                | Pays       | Championnat        | Coupes nationales | Coupe d'Europe | Pays-Bas |
| --------- | ------------------- | ---------- | ------------------ | ----------------- | -------------- | -------- |
| 2011-2012 | Excelsior Rotterdam | Eredivisie | 26 matchs          | 1 match           | -              | -        |
| 2012-2013 | ADO La Haye         | Eredivisie | 31 matchs / 2 buts | 1 match           | -              | -        |
| 2013-2014 | ADO La Haye         | Eredivisie | 3 matchs           | -                 | -              |          |
| 2014-2015 | ADO La Haye         | Eredivisie | 25 matchs          | 1 match           | -              | -        |
| 2015-2016 | ADO La Haye         | Eredivisie | 28 matchs / 5 buts | 1 match           | -              |          |
| 2016-2017 | ADO La Haye         | Eredivisie | 11 matchs / 1 but  | 1 match           | -              | -        |

Dernière mise à jour le 18/02/2017